# Mikroregion Morkovsko
Mikroregion Morkovsko je zájmové sdružení právnických osob v okresu Kroměříž, jeho sídlem jsou Morkovice-Slížany a jeho cílem je koordinační a poradní funkce a usilování o hospodářský a kulturní rozvoj členských obcí. Sdružuje celkem 11 obcí a byl založen v roce 1999.

## Obce sdružené v mikroregionu
- Dřínov
- Hoštice
- Kunkovice
- Litenčice
- Lutopecny
- Morkovice-Slížany
- Nítkovice
- Pačlavice
- Počenice-Tetětice
- Prasklice
- Uhřice
- Věžky
- Zlobice